# 尹銘深
尹銘深（英語名：Charles Yin, チャールズ・イン）は、 アメリカ資本の投資会社であるワールドワイド・シティグループ（英語名：WCG | Worldwide City Group）の エグゼクティブ・チェアマン  （英語：Executive Chairman）。「日中・アジア経営者フォーラム（CJCF）」「ワールド・リーダーズ・センター（WLC）」の創始者。

## 経歴
国際大学で国際経営学修士を取得後、ニューヨークにて、シティバンク(米)・Remy Martin（仏）・Baccarat(仏）などグローバル企業のアジア事業の経営コンサルティング業務を行い、各社に飛躍的な成長をもたらした。後に、富士フイルム・ゼロックスなど日米大手企業にてアジア戦略および事業再編と販売体制の改革を成功させた。現在、アジアを中心とした優良企業の投資と育成に邁進するとともに、 消費財・IT・通信・医薬・ ラグジュアリー・流通等、多数の大手グローバル企業多数の大手企業のアドバイザーを務めている。「日中経営者フォーラム（CJCF）」や「ワールド・リーダーズ・センター（WLC）」始め、様々な公益活動を創設し、アジア発グローバルリーダーの創出と社会貢献に力を入れている。

## 動向
近年は「日中・アジア経営者フォーラム（CJCF）」「ワールド・リーダーズ・センター（WLC）」等の公益活動を創立、アジア発のグローバル・リーダーと企業の育成と社会貢献に助力。中国・アメリカ・シンガポール・日本におけるグローバルな経験のもとにアジア各国の提携を提唱。
特に2014年6月4日に日本の東京で開催された「2014日中・アジア経営者フォーラム（CJCF）」は、天安門事件が発生してちょうど25年目であったためメディアの注目を集めた。香港で民主派団体が天安門事件の犠牲者を追悼したり、尖閣諸島にかかわる問題等のため日中関係も緊張している中、資生堂・三井物産・伊勢丹・東京電力・（中国）建龍集団・中国金科集団・香港永新企業集団・（タイ）CPグループ等「日本・中国そして東南アジアから約60名の企業経営者が一堂に会」することに成功。「（これら大企業の）経営者同士の相互理解が従業員の相互理解に繋がり、さらに周辺のより多くの人に影響を与え」、結果として「（日中間の）不正常な関係を変え」るのみならず、「自国の利益だけを重視する思考から脱却して、アジア全体のために平和的、安定的な国際環境を作るべき」だと訴えている。

## 著書
- 『中国で勝つ 10の原則と50の具体策』東洋経済新報社、2011年9月23日。ISBN 978-4492502242。